# Elysion 〜楽園パレードへようこそ〜
『Elysion 〜楽園パレードへようこそ〜』（エリュシオン らくえんパレードへようこそ）は、Sound Horizon初のDVD作品。2006年3月8日にベルウッドレコードから発売された。

## 概要
アルバム『Elysion 〜楽園幻想物語組曲〜』の楽曲に舞台演出を付け、2005年になかのZEROで開催されたコンサートの様子が収録されている。監修は同コンサートにて総合演出を務めたスクリーミング・マッド・ジョージ。
通常盤と初回限定盤があり、初回限定盤は全3色（黒、白、赤）の特殊パッケージ仕様。初回特典として48ページのカラーライブ写真集、メイキングなどの特典映像が入ったディスクが付属している。
2012年7月25日にはキングレコードより「アンコール・プレス・ヴァージョン」と称した初回限定盤と同じ内容のDVDが発売されたが、Sound Horizonの公式サイトでは再発売されることに対し、Revo及び株式会社ラップ・プロダクツの本意ではない事を発表している。

## 収録曲

### Disc1
1. エルの肖像
2. エルの絵本 【笛吹き男とパレード】
3. エルの天秤
4. エルの絵本 【魔女とラフレンツェ】
5. レクイエム
6. Baroque
7. 弦楽四重奏 【奈落】
8. エルの楽園 ［→ side：A →］
9. Ark
10. Yield
11. Sacrifice
12. StarDust
13. エルの楽園 ［→ side：E →］
14. メンバー紹介
15. じまんぐの世界 ［→ side：J →］
16. 約束の丘
17. 恋人を射ち堕とした日

### Disc2
※初回限定版の特典ディスク
1. ライブメイキング映像
2. エルの楽園 ［→ side：E →］（PV映像）
3. PVメイキング映像